# Arcadio Tudela y Martínez
Arcadio Tudela Martínez (Benigànim, 1840 - 1885) fou un terratinent i polític valencià, diputat a les Corts Espanyoles durant la restauració borbònica

## Biografia
La seva família tenia grans propietats i ell començà treballant com a secretari de l'ajuntament de Benigànim. El 1867 es traslladà a València, on treballà com a administrador dels béns de la marquesa de Malferit. Durant el sexenni democràtic apostà per la restauració borbònica, després del cop d'estat d'Arsenio Martínez-Campos Antón fou nomenat regidor de l'ajuntament de València i fins i tot alcalde accidental. Membre del Partit Conservador, fou elegit diputat pel districte de Serrans a les eleccions generals espanyoles de 1876, tot derrotant-hi Emilio Castelar y Ripoll. i pel de València a les de 1879. A les eleccions generals espanyoles de 1884 fou elegit diputat pel districte d'Albaida en substitució de Luis Mayans y Enríquez de Navarra, però l'any següent va patir un atac cerebral que l'obligà a retirar-se de la política, i morí poc després.